# 六甲山町
六甲山町（ろっこうさんちょう）は兵庫県神戸市灘区の町名。郵便番号は657-0101。（地図 - Google マップ）

## 地理
灘区北部一帯にあたる。東は東灘区の本山町岡本、南は東から順に同じく東灘区の住吉台、住吉山手、渦森台、灘区の高羽、鶴甲、水車新田、大月台、篠原、大石、摩耶山町、東は北区の山田町下谷上、北は東から順に同じく北区の山田町上谷上、有野町唐櫃、有馬町。
9つの字に分かれ、それぞれ一ケ谷、北六甲、シャクナゲ、東山の内西谷、南六甲、五介山（ごすけやま）、清水、中一里山、西谷山という。 
全域が国立公園内に位置する。

## 歴史
1972年（昭和47年）6月1日に東灘区の住吉町五介山の全体と東灘区の住吉町西谷山および本山町岡本（3.52km2）、兵庫区の山田町下谷上および上谷上（2.08km2）、有野町唐櫃（2.42km2）の各一部が灘区に編入されて、灘区篠原字東山のうち西谷と高羽字清水・一ケ谷とを合わせて誕生した。これにより灘区の面積は4割増えた。東灘区からの編入地域の殆どは財産区及び財団法人住吉学園の所有林で、六甲アイランドを除く埋立地の面積（3.59km2）に匹敵する。
昭和49年（1974年）、一王山町・寺口町・水車新田の各一部を編入。
六甲山上は英国人アーサー・ヘスケス・グルームの分譲した別荘地を原型として明治時代後期より賑わいを見せており、この山上の街は異なる行政区画に分断されていた。この地が全て灘区に編入されたことで煩わしさは解消された。
六甲山頂尾根ピーク913メートル付近は、唐櫃の吉祥院多聞寺の奥の院とされ、仰臥岩、法道仙人・毘沙門天の伝承のある紫雲賀岩(雲ヶ岩）、向か津姫＝瀬織津姫を祀る六甲比命神社、六甲比命大善神の磐座、般若心経の刻まれた心経岩、仙人窟などがある。
また六甲比命講によると瀬織津姫を祭神としている神社の総本宮と言われる神域で、その理由は、かつて廣田神社の奥宮と推定され、さらに天照坐皇大御神荒御魂をお祀りする伊勢神宮内宮別宮荒祭宮の奥宮でもあった、と推定されるからだそうである。
なお、六甲比命神社の磐座は天然に出来たものではなく縄文時代のころ、縄文人たちの手によって巨石を積み上げて出来た人工の磐座である。
1990年には六甲山町にある「アジサイの道」が、平成2年度手づくり郷土賞（花と緑の手づくりふるさと部門）受賞。

## 人口統計
- 令和3年（2021）9月の世帯数101、人口198、うち男性112人、女性95人[2]
- 令和2年国勢調査（2020年10月1日）における世帯数95、人口184、内男性96人、女性88人[3]。
- 平成22年国勢調査（2010年10月1日）における世帯数88、人口212、内男性110人、女性102人[4]。
- 昭和63年（1988年）の世帯数339・人口702（摩耶山町含む）[5]